# Brian Donohoe
Brian Harold Donohoe, född 10 september 1948 i Kilmarnock, är en brittisk (skotsk) fackföreningsman och före detta parlamentsledamot för Labour. Han representerade valkretsen Cunninghame South mellan 1992 och 2005, och Central Ayrshire mellan 2005 och 2015.